# Красногорівська волость
Красногорівська волость — історична адміністративно-територіальна одиниця Бахмутського повіту Катеринославської губернії із центром у селі Красногорівка.
Станом на 1886 рік складалася з 8 поселень, 8 сільських громад. Населення — 1679 осіб (883 чоловічої статі та 796 — жіночої), 207 дворових господарств.
|                     | Площа, десятин | У тому числі орної, дес. |
| ------------------- | -------------- | ------------------------ |
| Сільських громад    | 1112           | 528                      |
| Приватної власності | 15629          | 2868                     |
| Іншої власності     | 5              | —                        |
| Загалом             | 16746          | 3396                     |

Поселення волості:
- Красногорівка (Пенківка) — колишнє власницьке село при річці Лозова за 80 верст від повітового міста, 323 особи, 43 дворових господарства, школа.
- Трудове (Голубівка) — колишнє власницьке село при річці Осакова, 84 особи, 16 дворових господарств, винокурний завод.

Наприкінці 1890-тих волость ліквідовано, територія увійшла до складу Голицинівської волості.